# Ramrath
Ramrath ist ein Ortsteil der Gemeinde Rommerskirchen im Rhein-Kreis Neuss in Nordrhein-Westfalen und hat 560 Einwohner (männlich: 265, weiblich: 295, Statistik vom 30. Dezember 2005).

## Lage
Ramrath befindet sich auf einer Höhe von 54 NN und liegt damit etwas niedriger als die Nachbarorte. Südöstlich von Ramrath liegt Hoeningen. Westlich schließt sich Villau an die Ortschaft Ramrath an. Nordwestlich von Ramrath verläuft der Strategische Bahndamm.

## Geschichte
Ramrath bestand ursprünglich bis zur französischen Besatzung aus zwei Teilen. Während der Ortsteil Ramrath links des Gillbachs zum Kurfürstentum Köln gehörte, war das Gebiet rechts des Gillbachs und die Ortschaft Villau seit dem Mittelalter und in der frühen Neuzeit eine jülichsche Enklave im kurkölnischen Amt Hülchrath, die „Berghausen“ genannt wurde.
Nach dem Einmarsch der Franzosen 1794 wurde das linksrheinische Gebiet französisch. 1798 wurde das Rheinland von den Franzosen in vier Départements (Rur/Roer, Rhein-Mosel, Saar und Donnersberg) aufgeteilt. Départements waren in Arrondissements unterteilt, diese in Cantons und diese in Mairies. Als unterste Verwaltungseinheit entstand in diesem Gebiet die Mairie Evinghoven. Diese gehörte zum Kanton Dormagen im Arrondissement Cologne im Département de la Roer. Nach dem Abzug der französischen Besatzungstruppen infolge des Zusammenbruchs des napoleonischen Reiches 1814 wurde das katholisch geprägte Rheinland beim Wiener Kongress dem protestantischen Preußen zugesprochen. Seit 1839 gehörte Ramrath der Gemeinde Hoeningen in der Bürgermeisterei Evinghoven an.
Am 1. Januar 1975 wurde die Gemeinde Hoeningen nach Rommerskirchen eingemeindet.

### Sehenswürdigkeiten

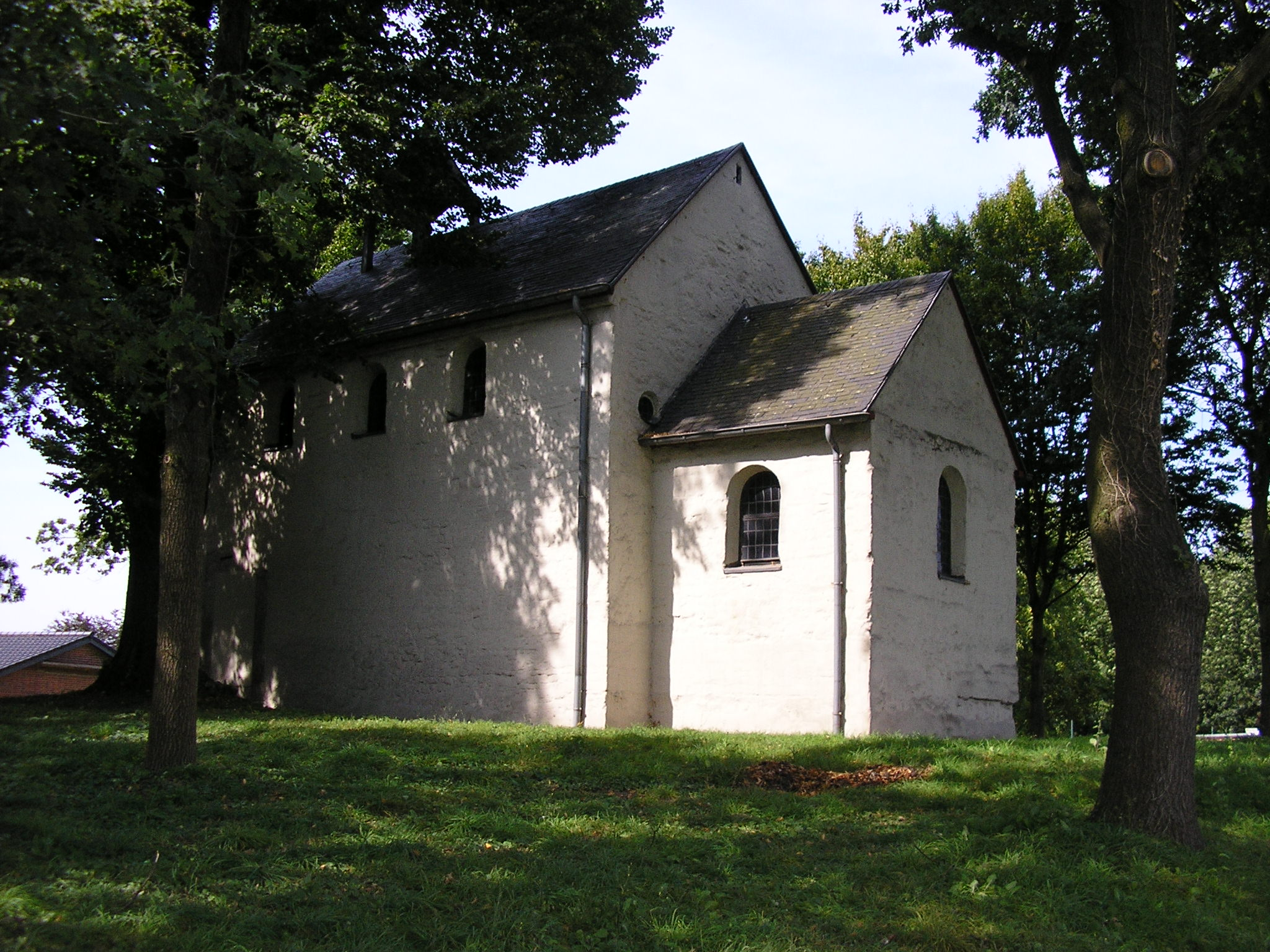
Lambertuskapelle zu Ramrath

In Ramrath steht mit der Lambertuskapelle (etwa 9. Jahrhundert) eine der ältesten Kapellen im Rheinland. Der Ort gehört mit dem Ortsteil Villau zur kath. St. Stephanus-Gemeinde in Hoeningen.

## Vereine
- Tambourcorps Blüh Auf Ramrath-Villau
- Schützenverein Ramrath-Villau e. V.
- Wander- und Mandolinenverein „Bogenschützen“
- Geschichtskreis Rommerskirchen